# Denis Gäbel

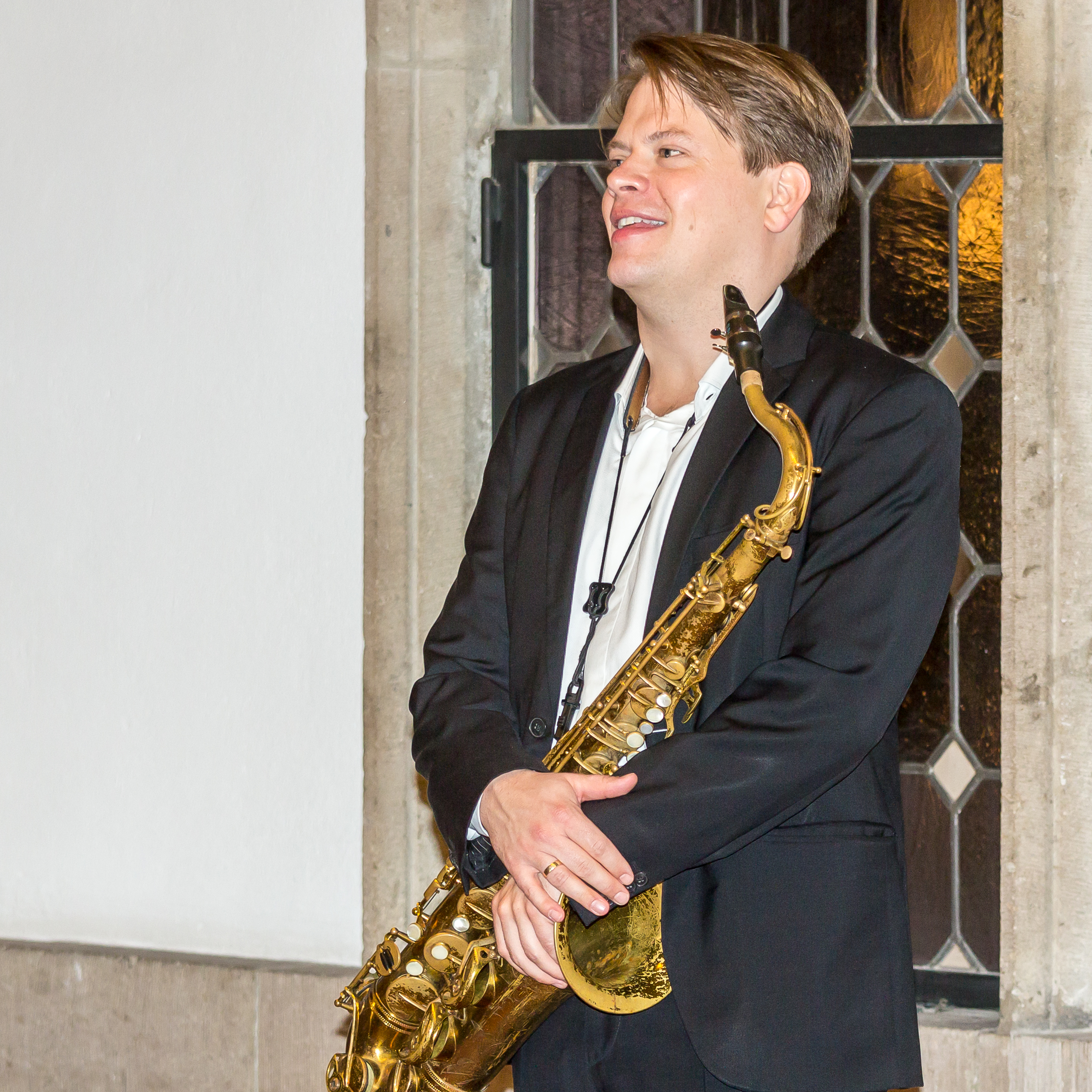
Denis Gäbel, 2017

Denis Gäbel (* 11. November 1979) ist ein deutscher Jazzmusiker (Tenor- und Sopransaxophon, Komposition).

## Leben und Wirken
Gäbel ist der jüngere Bruder des Sängers Tom Gaebel und des Moderators Colin Gäbel.
Er selbst erhielt frühzeitig Cello- und Klavierunterricht. Dann entdeckte er das Saxophon für sich; bereits mit 13 Jahren erhielt er 1993 den Ersten Preis als Landessieger NRW bei Jugend jazzt. Ab 1995 studierte er im Bachelor- und dann im Masterstudiengang am Conservatorium van Amsterdam bei Dick Oatts, Ferdinand Povel, Jasper Blom und John Ruocco, einschließlich eines Auslandssemester an der Manhattan School of Music. Nach einem Jahr im JugendJazzOrchester NRW gehörte er von 1999 bis 2002 zum Bujazzo unter Peter Herbolzheimer.
2005 zog er nach Köln. In den letzten Jahren arbeitete er in der Bigband seines Bruders (auch als musikalischer Leiter) und mit seinem eigenen Quartett, aber auch mit Antonio Faraò, Frank Chastenier, Dusko Goykovich, oder Billy Cobham. Bandmitglied war er bei den Cologne Horns, Matthias Schriefls Shreefpunk plus Bigband (Europa 2017) sowie in der Felix Heydemann Groove Connection (Exclusive Freak Show 2009); weiterhin gehörte er zu Benjamin Schaefers Big Band Hive Mind, mit der er 2018 auch ein Album einspielte, und zum Quintett von Caspar van Meel. Er ist auf internationalen Festivals wie den Jazzfestival Burghausen, dem Moers Festival, dem North Sea Jazz Festival, der MusikTriennale Köln, oder Elbjazz aufgetreten. Auch ist er auf Alben der Broilers, der Toten Hosen und von Axel Fischbacher und Hannah Köpf zu hören. Die Quartettbesetzung, mit der er 2019 tourte und in Radio-Mitschnitten vom Bayerischen Rundfunk sowie Deutschlandfunk dokumentiert wurde, bestand aus Sebastian Sternal, Reuben Rogers und Clarence Penn. Seit März 2022 ist er Mitglied der hr-Bigband.
Mit Michael Villmow schrieb er das Buch Saxofon für Dummies (Wiley VCH-Verlag 2010). Seit 2012 hat er einen Lehrauftrag für Jazz-Saxophon an der Johannes Gutenberg-Universität Mainz.

## Preise und Auszeichnungen
2003 belegte Gäbel den 1. Platz beim internationalen Jazzsolisten-Wettbewerb „Pim Jacobs Concours“ in Rotterdam. 2016 gehörte er mit seinem Quartett zu den Finalisten des Neuen Deutschen Jazzpreises.

## Diskographische Hinweise
- The Mingus Sessions (Mons Records 2022, mit Robert Landfermann und Leif Berger sowie Shannon Barnett, Sebastian Gille, Christian Ramond, Axel Schlosser, Norbert Scholly, Simon Seidl,  Hendrik Soll, Loren Stillman, Laura Totenhagen)[4][5]
- The Good Spirits (Mons Records 2018, mit Sebastian Sternal, Martin Gjakonovski, Silvio Morger)
- Ronda (Tomofon Records 2015, mit Sebastian Sternal, Martin Gjakonovski, Silvio Morger)
- Neon Sounds (Double Moon Records 2013, mit Pablo Held, Martin Gjakonovski, Jonas Burgwinkel)
- Love Call – Impressions of Ellington (Nagel-Heyer Records 2009, mit Jasper Blom, Pablo Held, Henning Gailing, Hendrik Smock)
- Keep on Rollin (Nagel-Heyer Records 2007, mit Jasper Blom, Henning Gailing, Hendrik Smock)

## Webpräsenz
- Webpräsenz von Denis Gäbel
- Profil-Eintrag (Universität Mainz)
- Christoph Giese: Denis Gäbel ist einer der ganz starken Saxofonisten. In: Westdeutsche Allgemeine Zeitung. Funke Mediengruppe, 24. April 2015.
- Denis Gäbel bei Discogs